# Vitalis-Verlag
Der Vitalis-Verlag ist der einzige deutsche Literaturverlag in Tschechien. Er wurde 1993 von dem aus Österreich stammenden Arzt und Medizinhistoriker Harald Salfellner gegründet und knüpft an die von Deutschen, Tschechen und Juden getragene kulturelle Blütezeit des Fin de Siècle vor 1914 an. Im Verlagsprogramm werden tschechische (Jan Neruda, Božena Němcová), deutsche (Gustav Meyrink, Rainer Maria Rilke), jüdische (Oskar Wiener, Oskar Baum) und österreichische (Adalbert Stifter, Marie von Ebner-Eschenbach) Autoren als gemeinsame Träger der böhmischen Literatur präsentiert.

## Geschichte
Programm
Neben literarischen Werken erscheinen im Vitalis-Verlag zahlreiche landeskundliche Titel, die sich mit der tschechischen und deutschböhmischen Kulturgeschichte befassen: So finden sich Bücher zum Berggeist Rübezahl, zur tschechischen Kulinarik und Weinkunde, zu regionalen Märchen und Sagen, zur Automobilmarke Škoda, aber auch zu Ereignissen der Landesgeschichte wie etwa die Massenflucht von DDR-Bürgern 1989 über die BRD-Botschaft im Palais Lobkowicz. Eigene Schwerpunkte bilden die historischen Regionen der Tschechischen Republik, etwa der Böhmerwald, das Riesengebirge oder die Bäderstadt Karlsbad.
Franz Kafka
In den 30 Jahren seines Bestehens hat sich der Verlag einen Namen als wichtigster tschechischer Spezialverlag für Franz Kafka gemacht – so führt Vitalis eine Reihe von Kafka-Titeln im Programm, die meist in sechs Sprachen produziert werden, sowie zahlreiche Titel der Sekundärliteratur. In einer eigenen „Prager Ausgabe“ erscheinen Kafkas Schriften in illustrierten und ausgiebig kommentierten Bänden. Prominentester Autor des Kafka-Programms ist der führende biografische Kafkaforscher Hartmut Binder. Meistverkauftes Kafkawerk des Verlages ist die in sechs Sprachen übersetzte und weit über 100.000 Mal verkaufte Kafkatopographie „Franz Kafka: Ein Leben in Prag“ von Harald Salfellner.
Medizin-, Kunst- und Kulturgeschichte
Weitere Verlagszweige beinhalten Bücher zur österreichischen Kulturgeschichte („Österreichische Märchen“, „Die besten Rezepte aus der kaiserlichen Hofküche“, Bücher über Wien), zur Kunstgeschichte (Gustav Klimt, Alphonse Mucha, Minikalender zur Kunst) sowie zur Geschichte der Medizin („Mit Feder und Skalpell“, „Aber Arzt bin ich geblieben“, Medizinkalender). Zahlreiche Titel des Verlages werden parallel in bis zu zehn Sprachen gedruckt, darunter Deutsch, Englisch, Französisch, Spanisch, Italienisch, Tschechisch, Polnisch, Russisch, Chinesisch und Koreanisch. Vitalis ist einer der führenden multilingual produzierenden Verlage in Europa.
Autoren
Zu den prominentesten Autoren bei Vitalis zählen der deutsche Literaturprofessor Hartmut Binder, der niederländische Kafkologe Niels Bokhove, der Erzähler und Literaturhistoriker Peter Becher, der Denkmalpfleger Hugo Rokyta, der ehemalige Herausgeber der „Prague Post“ Alan Levy, der Präsident des österreichischen Roten Kreuzes und Roseggerbiograph Gerald Schöpfer, der Historiker und Bohemist Ferdinand Seibt, der sudetendeutsche Sachbuchautor Heinrich Pleticha sowie der tschechisch-österreichische Schriftsteller Pavel Kohout.
Buchhandlung im Goldenen Gässchen
Der Vitalis-Verlag führt und betreut seit mehr als 25 Jahren eine Verlagsbuchhandlung im Goldenen Gässchen Nr. 22 auf der Prager Burg – in dem Häuschen, in dem Kafka 1916/17 die Erzählungen zum Band „Ein Landarzt“ verfasst hat. Zahlreiche Schriftsteller, Künstler, Intellektuelle und Schauspieler haben über die Jahre hinweg die weltbekannte Bücherstube in Kafkas „Klosterzelle eines wirklichen Dichters“, wie Max Brod im Tagebuch anmerkte, besucht.
Flutkatastrophe
Im August 2002 fiel der Prager Vitalis-Verlag einer Flutkatastrophe zum Opfer, im September 2002 nahm Vitalis seine Tätigkeit in vollem Umfang wieder auf. Nach dem Neubeginn gelang es Vitalis, seine Stellung vom lokalen, tschechischen zum überregional bedeutenden europäischen Verlag auszubauen.
Tatsachenroman "BergersDorf"
Im Jahr 2005 erschien bei Vitalis der Tatsachenroman „BergersDorf“ von Herma Kennel. Das Buch thematisiert ein verdrängtes Nachkriegsverbrechen in einem Dorf der Iglauer, einer deutschen Sprachinsel auf dem Böhmisch-Mährischen Höhenzug. Tatsächlich löste der Roman Polizeiermittlungen aus und führte zur Auffindung eines Massengrabes sowie zur anschließenden Exhumierung der Opfer und zur feierlichen Beerdigung auf dem Friedhof von Iglau. Die Ereignisse von „BergersDorf“ bestimmten über Monate hinweg die Berichterstattung in den tschechischen Medien.
COVID-19-Pandemie
Im Jahr 2018 veröffentlichte Vitalis die Studie „Die Spanische Grippe“ von Harald Salfellner (Spanische Grippe). Da in ihr ein weiterer Verlauf der Pandemie vorgezeichnet schien, wurde das Werk mit dem Aufflammen der COVID-19-Pandemie zu einem vielbeachteten Bestseller der Corona-Zeit. Die Feier zum Dreißigjährigen Bestehen des Vitalis-Verlages musste jedoch im Zuge der Pandemie verschoben werden.
Im Zusammenhang mit dem 100. Todestag Franz Kafkas am 3. Juni 2024 beteiligt sich Vitalis an der Gründung eines Prager Franz-Kafka-Institutes, das seine Aufgabe in der wissenschaftlichen und literarischen Pflege des Erbes Kafkas sieht.

## Programm
- Pragensien und Bohemica
- Kafka und sein Umfeld
- Titel zur Geschichte der Medizin
- Austriaca